# Lovagi torna

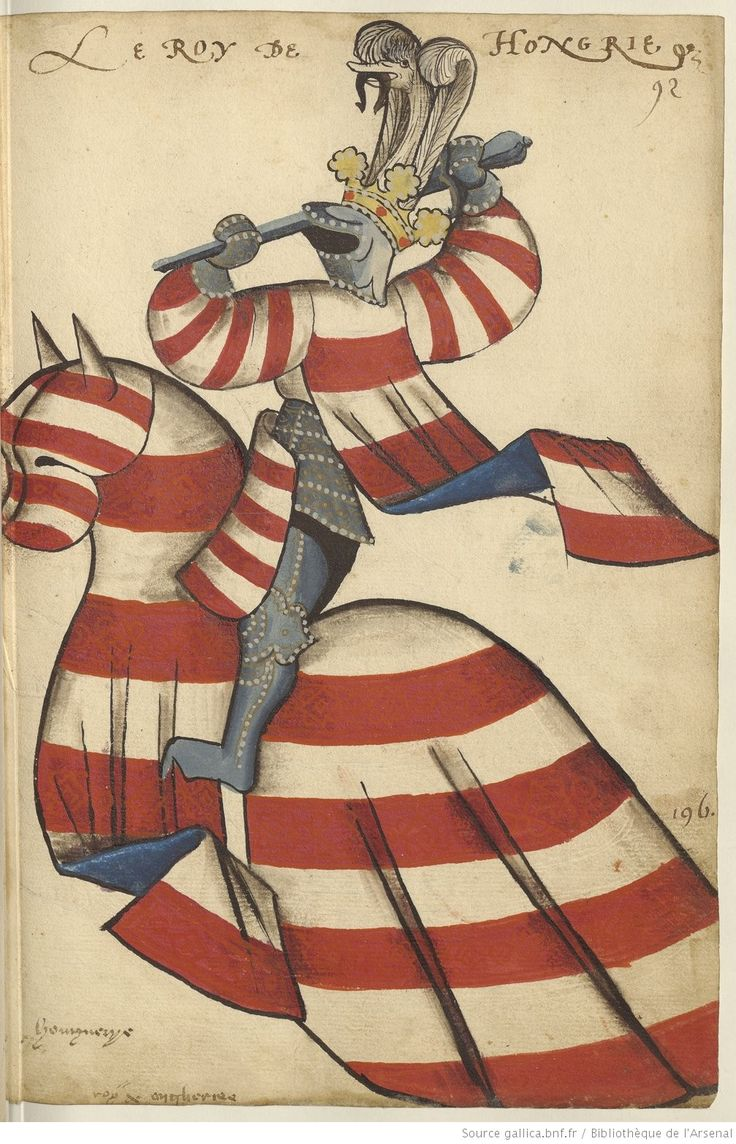
I. Lajos magyar király lovagi öltözete

A lovagi tornák hajdanán hozzátartoztak a középkori ember mindennapjaihoz, s több funkciójuk is volt. A lovagoknak alkalmat adott arra, hogy bizonyítsák rátermettségüket és bajvívásban szerzett tudásukat. A tornák istenítéletként is szolgáltak, amely esetekben a vesztest ítélték el, a győztes pedig szabadon távozhatott. Később, a 12. századra a lovagok közötti küzdelmek az imádott hölgy kegyének megszerzéséért indultak, s a párbaj végén a hölgy „ítélkezett” győztes és vesztes felett.

A lovagi tornák a lovagok számára lehetőséget teremtettek arra, hogy békeidőben is művelhessék a bajvívást, s bizonyítsák effajta tudásukat. A párbajok tétje sok esetben élet vagy halál volt. A küzdelmek kezdetben szabályok nélkül folytak, melynek eredménye hatalmas vérontás lett. Emiatt később írásban rögzített szabályokat fogalmaztak meg, melyek biztosították a kiegyenlített küzdelmet.
A tornák helyszíne a várudvar volt, ahol a lovagi torna az egybegyűltek szórakozását is szolgálta. A klasszikus lovagi párharcok mellett voltak csoportos küzdelmek, illetve bábuval vívott harcok is. A két lovag közötti küzdelem általában lándzsával vagy karddal történt. A vesztes lovag átadta a győztesnek fegyvereit és páncélját. A győztes pedig váltságdíjat kért a legyőzöttért, melynek értéke a legyőzött lovag iránti tiszteletével volt arányban. 
Királyok és főurak is előszeretettel vettek részt a tornákon, kedvelt időtöltése volt ez I. Károly (Károly Róbert) királynak is.
A tornákon később a lovagok kifüggesztették címerüket és sisakjukat, s így könnyen felismerhetővé és megkülönböztethetővé váltak.
A harcokon kívül azonban a lovagi tornák adtak lehetőséget arra is, hogy az ifjú lovag-jelöltek bemutatkozzanak a király előtt, s egy-egy győztes viadal okán elnyerjék a lovagi címet. A torna kezdetén a herold felsorolta a részt vevő lovagokat, megmagyarázta címereiket, s bemutatta a lelátókon ülő hölgyeket és urakat.

## Képek

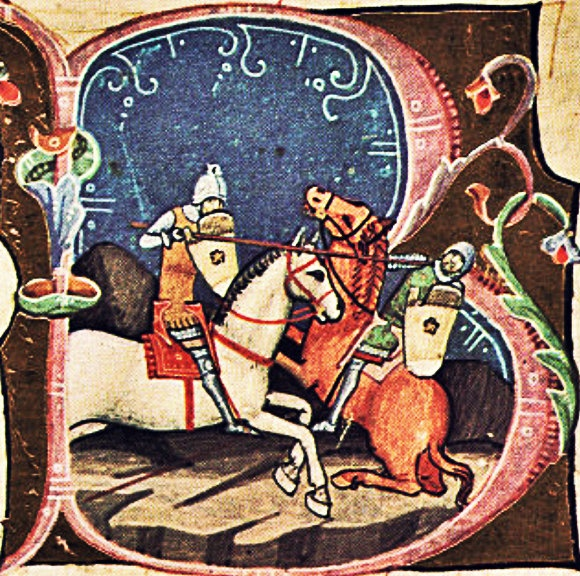
Béla herceg párviadala a pomeránnal (Képes krónika)
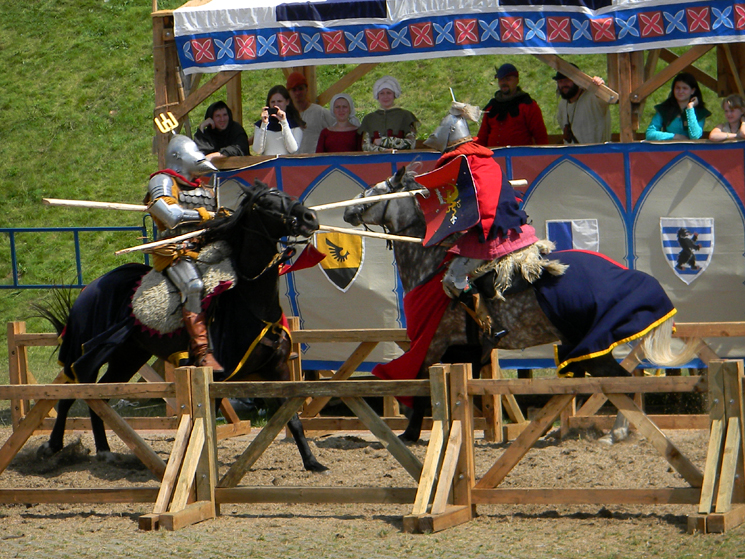
Mai lovagi torna egy  bemutatón
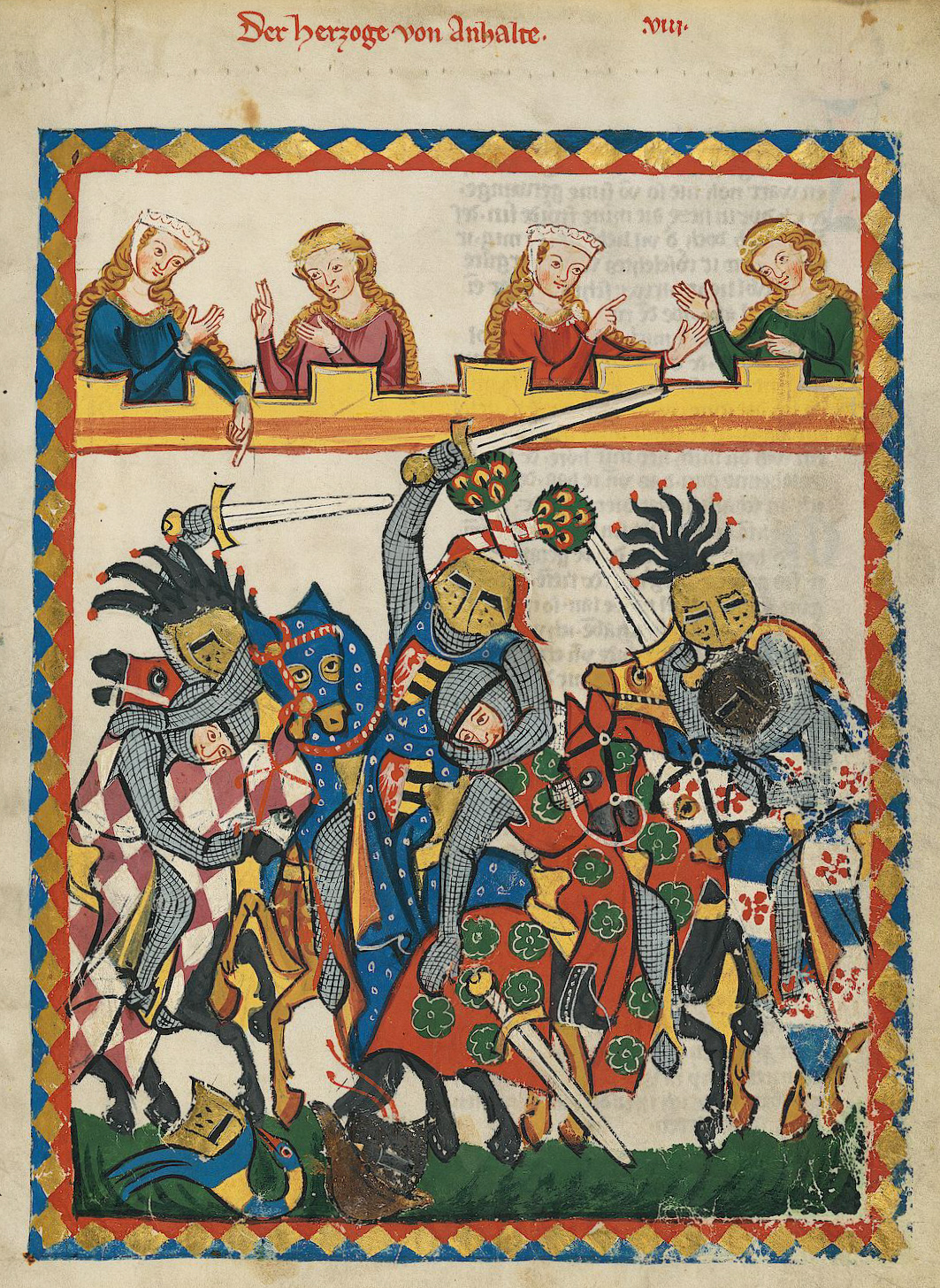
Lovagi torna
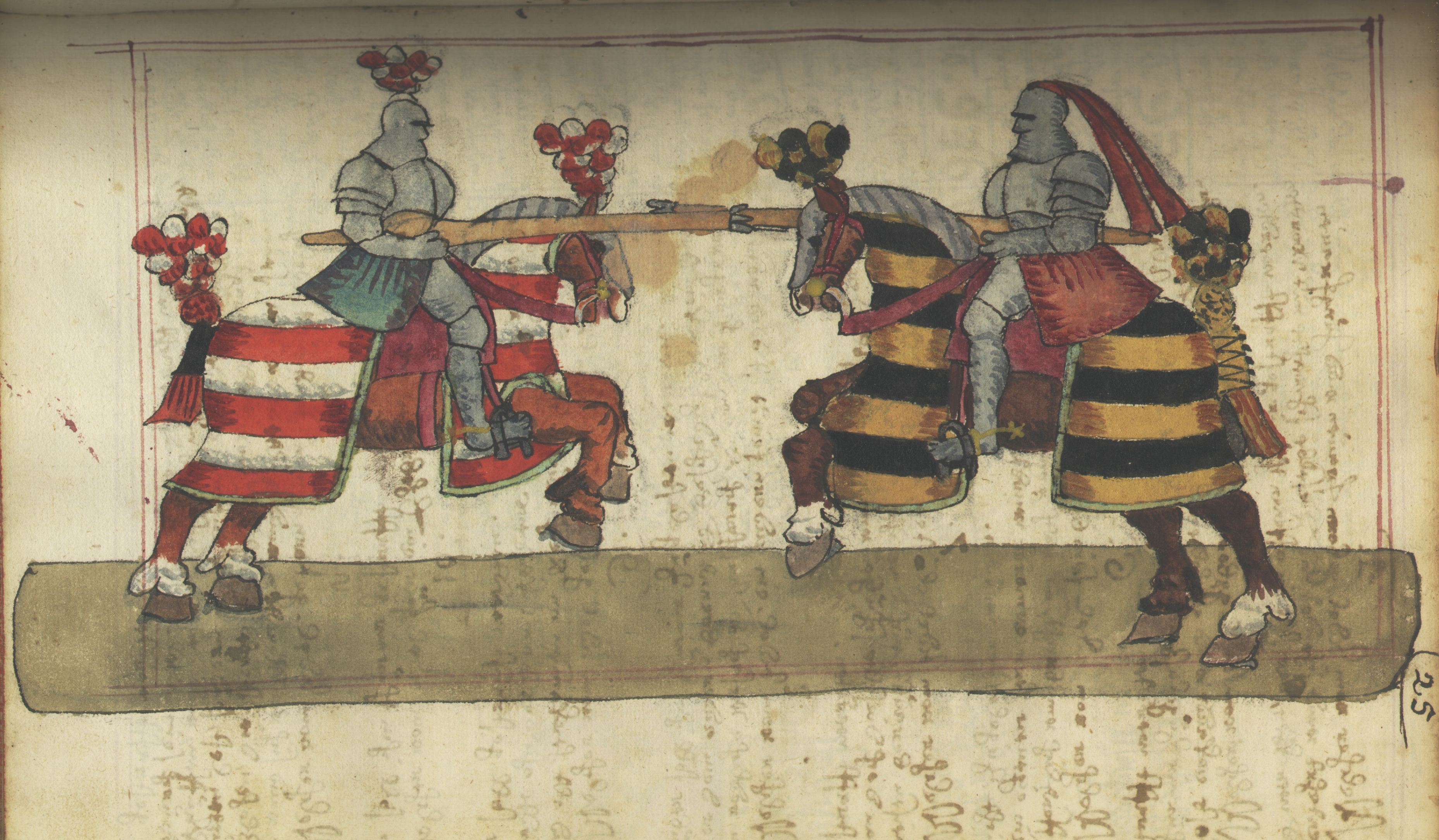
Lándzsatörés (Nürnbergische Cronica, 1626, kézirat, Kalocsai Főszékesegyházi Könyvtár)
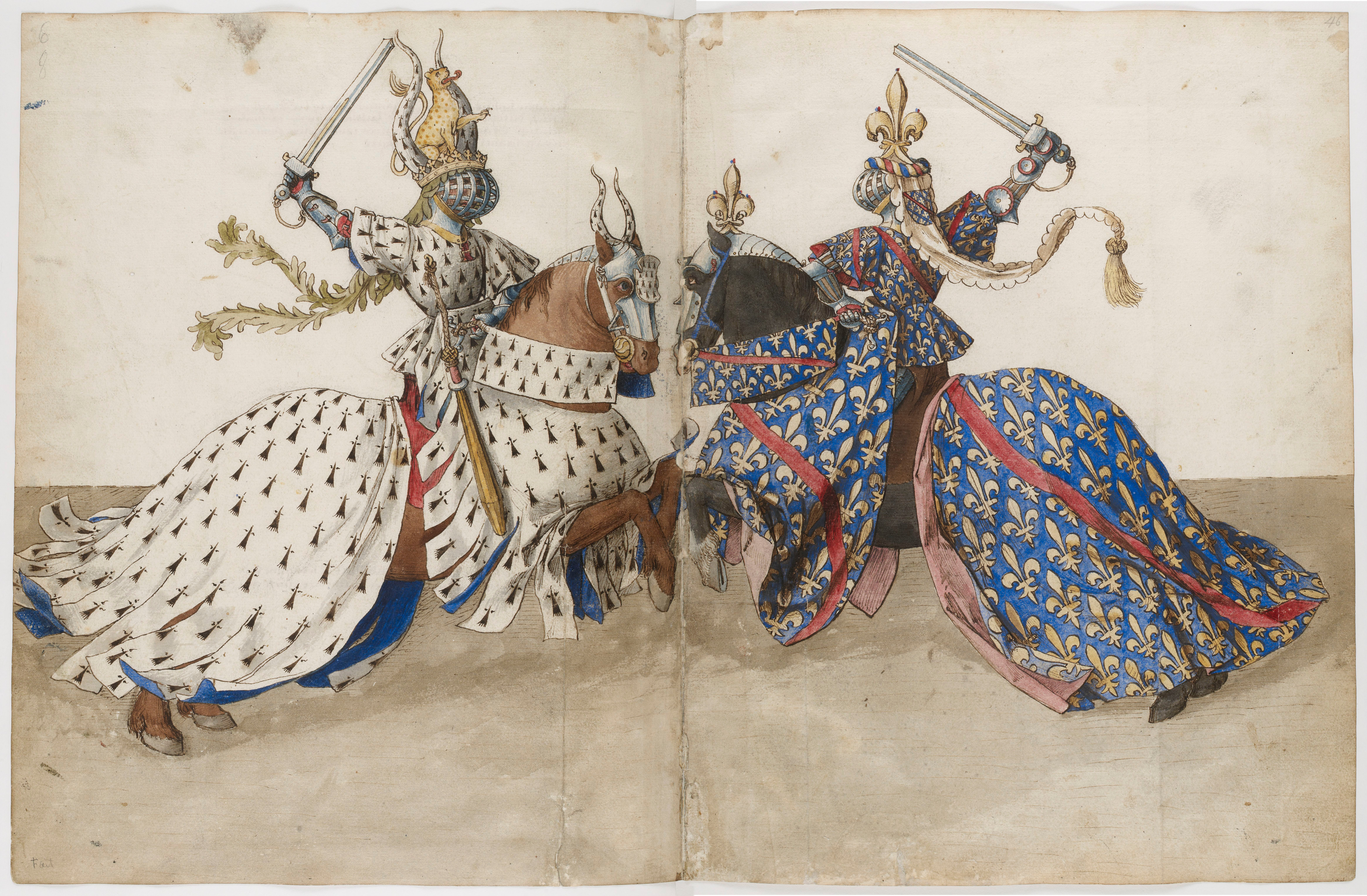
Párviadal